# Ellipeiopsis ferruginea
Ellipeiopsis ferruginea là loài thực vật có hoa thuộc họ Na. Loài này được (Buch.-Ham. ex Hook.f. & Thomson) R.E.Fr. mô tả khoa học đầu tiên năm 1955.